# Calytrix micrairoides
Calytrix micrairoides är en myrtenväxtart som beskrevs av Lyndley Alan Craven. Calytrix micrairoides ingår i släktet Calytrix och familjen myrtenväxter. Inga underarter finns listade i Catalogue of Life.